# Bodrog
Il Bodrog è un fiume della Slovacchia orientale e dell'Ungheria nord-orientale. È un affluente del Tibisco e fa parte del sistema fluviale del Danubio. Il fiume si forma presso Zemplín, in territorio slovacco, dalla confluenza dell'Ondava e del Latorica. Attraversa il confine slovacco-ungherese presso Felsőberecki in Ungheria, e Streda nad Bodrogom in Slovacchia. È lungo 67 chilometri (15 percorsi in Slovacchia, gli altri 52 in Ungheria e copre un bacino di 13.579 km2 (972 dei quali in territorio ungherese). Sfocia nel Tibisco presso il villaggio di Tokaj, dove ha una portata di 115 m³/s.